# Patyki i kości
Patyki i kości (ang. Down Among the Sticks and Bones) – amerykańskie opowiadanie fantasy napisane przez Seanan McGuire. To druga część cyklu Zbłąkane dzieci. Głównymi bohaterkami są Jack i Jill, siostry bliźniaczki występujące w poprzedniej części, Każde serce to wrota. 
Opowiadanie ukazało się w 2017 nakładem Tor.com. Polskie wydanie pojawiło się 27 września 2023 nakładem wydawnictwa Mag, w tłumaczeniu Anny Reszki. Polska wersja łączy pierwszą oraz drugą część w jednym tomie. 
W 2018 Patyki i kości zdobyły nagrodę Alex Award oraz RUSA Award w kategorii fantasy. Opowiadanie było także w finałowej piątce nagrody Hugo za najlepsze opowiadanie.

## Fabuła
Dwie identyczne bliźniaczki, Jacqueline i Jillian Wolcott, mają rodziców, którzy nie nadają się do roli opiekunów.  Matka wychowywała Jacqueline na perfekcyjną, dziewczęcą osóbkę, ubierając ją w eleganckie stroje i dbając, by nigdy się nie ubrudziła ani nie zachowywała niegrzecznie. Z kolei ojciec traktował Jillian, jakby była wymarzonym synem, o którym marzył – obcinał jej włosy na krótko i zachęcał do sportu oraz przygód. Rodzice nie interesowali się uczuciami i pragnieniami dziewczynek, widząc w nich jedynie obiekty prestiżu, o których mogli mówić znajomym. Każda z sióstr zazdrościła drugiej, pragnąc mieć takie możliwości, jakie miała ta druga.
W wieku 12 lat Jacqueline i Jillian znalazły drzwi w miejscu, w którym wcześniej ich nie było i weszły do świata na wrzosowisku, zamieszkanego przez szalonych naukowców, wampiry, wilkołaki i inne potwory. Po przybyciu poznały Pana, który początkowo był dla nich życzliwy, choć służba sugerowała, że skrywa mroczniejszą tajemnicę. Dziewczynki dowiadują się, że jedna z nich stanie się córką Pana, a druga uczennicą doktora Bleaka. Początkowo Pan faworyzuje Jacqueline przez wzgląd na jej kobiecy wygląd, jednak ostatecznie dziewczyna porzuca sukienki, wybierając doktora Bleaka i staje się Jack. Jill zaś staje się ukochaną córką Pana. 
W kolejnych latach Jack uczy się pod okiem szalonego naukowca, który przywraca życie zmarłym, czasem tworząc nowe istoty z różnych ciał. Jill żyje w luksusie jako córka Pana. Wie, że w dniu 18 urodzin stanie się jego wieczną, wampirzą córką. Mistrz jest zazdrosny o każdego, kto przyciąga zbyt dużą uwagę Jill, zabijając każdego jej przyjaciela, pozostawiając ją w samotności i w tęsknocie za siostrą. Gdy przyszła wampirzyca dowiaduje się, że Jack się zakochała w Alexis, córce właściciela wiejskiej gospody, dostrzega w tym szansę, aby zwrócić uwagę siostry oraz aby pokazać swojemu Panu, że jest prawdziwie bezlitosna i zasługuje na przemianę. Pozbawiając życia dziewczynę Jack łamie prawo, tracąc ochronę wampirzego władcy. Jack, chcąc ratować swoją siostrą, prosi doktora Bleaka o ponowne otwarcie drzwi i ucieka przez nie wraz z siostrą. 